# Pic de Jallouvre
Pic de Jallouvre – szczyt w Préalpes de Savoie, części Alp Zachodnich. Leży we wschodniej Francji w regionie Owernia-Rodan-Alpy. Należy do Massif des Bornes.